# Temporada 2011 del Campeonato Mexicano de Rally
La temporada 2011 del Campeonato Mexicano de Rally se llamó Copa México de Rallies y estuvo compuesta de siete pruebas. Comenzó el 1 de abril con el Rally Sierra del Tigre y finalizó el 25 de noviembre con el Rally Acapulco.

## Calendario
Fuente: CNRM
| N.º | Fecha               | Prueba                  | Otros                           |
| --- | ------------------- | ----------------------- | ------------------------------- |
| 1   | 1 - 3 de abril      | Rally Sierra del Tigre  | Regional PAC Regional Occidente |
| 2   | 13 - 15 de mayo     | Rally Cañadas           | Regional PAC                    |
| 3   | 15 - 16 de julio    | Rally de las 24 Horas   | Regional PAC Regional Occidente |
| 4   | 26 - 27 de agosto   | Rally de la Media Noche | Regional PAC Regional Occidente |
| 5   | 17 de septiembre    | Rally Patrio            | Regional Occidente              |
| 6   | 1 de octubre        | Rally Sierra Juárez     | Regional PAC                    |
| 7   | 24 -25 de noviembre | Rally Acapulco          | Regularidad Regional Occidente  |

## Resultados

### Campeonato de Pilotos
Fuente: CNRM
| Pos. | Piloto                 | Club | TIG | CAÑ | 24H | MDN | PAT | JUA | ACA | Puntos |
| ---- | ---------------------- | ---- | --- | --- | --- | --- | --- | --- | --- | ------ |
| 1    | Luis Miguel Abascal    | PAC  | 10  | 10  | Ret | 5   | 8   | 6   | 8   | 47     |
| 2    | Emilio Velázquez       | OAC  | 8   | 2   | 10  | 8   | 1   | 8   | 5   | 42     |
| 3    | Francisco Name         | RAC  |     | Ret | Ret | 10  | 10  | 10  | 10  | 40     |
| 4    | Roberto Mauro Zavaleta | PAC  | 5   | 6   | Ret | 6   | Ret | 5   |     | 22     |
| 5    | Pier Gozzer            | PAC  | 6   | 5   | Ret | 4   | 2   | 2   |     | 19     |
| 6    | Víctor Pérez           | RAC  | Ret | 4   | Ret |     | 6   |     | Ret | 10     |
| 7    | Omar Chávez            | RAC  |     | 8   |     |     |     |     |     | 8      |
| 8    | Mario Fernández        | OAC  |     |     |     | Ret | 3   | 4   | Ret | 7      |

| Color  | Resultado                               | Color                                   | Resultado                               |
| ------ | --------------------------------------- | --------------------------------------- | --------------------------------------- |
| Oro    | Ganador                                 | Azul                                    | Finalizó la prueba                      |
| Plata  | 2.º lugar                               | Violeta                                 | No terminó (Ret)                        |
| Bronce | 3.er lugar                              | Negro                                   | Descalificado (Des)                     |
| Verde  | Entre los 10 prim.                      | Sin color                               | No participó                            |
| Blanco | Puntuó en otra prueba o categoría (Otr) | Puntuó en otra prueba o categoría (Otr) | Puntuó en otra prueba o categoría (Otr) |

### Campeonato de Navegantes
Fuente: CNRM
| Pos. | Navegante       | Club  | TIG | CAÑ | 24H | MDN | PAT | JUA | ACA | Puntos |
| ---- | --------------- | ----- | --- | --- | --- | --- | --- | --- | --- | ------ |
| 1    | Javier Marín    | RAC   | 10  | 10  | Ret | 5   | 8   | 6   | 8   | 47     |
| 2    | Armando Zapata  | RAC   |     | Ret | Ret | 10  | 10  | 10  | 10  | 40     |
| 3    | Christian Franz | PAC   | 6   | 5   | Ret | 4   | 2   | 2   |     | 19     |
| 4    | Liz Tejada      | CAMAC |     | Ret |     | 8   | 1   | 8   | 5   | 22     |

### Campeonato de Clubes
Fuente: CNRM
| Pos. | Club                                         | Puntos |
| ---- | -------------------------------------------- | ------ |
| 1    | Rally Automóvil Club, A.C.                   | 208    |
| 2    | Puebla Auto Club, A.C.                       | 90     |
| 3    | Oaxaca Automóvil Club, A.C.                  | 66     |
| 4    | Club Automovilístico Francés de México, A.C. | 27     |
| 5    | Club Automovilístico Morelia, A.C.           | 26     |
| 6    | Xinantécatl Automóvil Club, A.C.             | 20     |
| 7    | Club Automovilístico Santiago, A.C.          | 0      |